# Maisa Ghazouani
Maisa Ghazouani, née le 4 janvier 1995 à Tunis, est une gymnaste rythmique et aérobic tunisienne.

## Carrière
Aux championnats d'Afrique de gymnastique rythmique 2012, 2014 et 2018, Maisa Ghazouani est médaillée de bronze par équipes,,.
En gymnastique aérobic, elle obtient la médaille de bronze en solo et en trio mixte aux Jeux africains de 2015.
Elle est médaillée de bronze en trio mixte aux championnats d'Afrique de gymnastique aérobic 2016 à Alger.